# William Adams
William Adams či též Miura Andžin (japonsky 三浦按針)  (24. září 1564 Gillingham – 16. května 1620 Hirado) byl anglický námořník a navigátor. Byl prvním Angličanem, který navštívil Japonsko. Zde dosáhl významného postavení – stal se poradcem sjednotitele Japonska Iejasu Tokugawy.

## Život
Začínal jako tesař v loděnici Limehouse kousek od Londýna. Roku 1588 se stal příslušníkem Královského námořnictva. Záhy byl jmenován kapitánem lodi Richard of Duffielde a podílel se na ní na obraně před španělskou invazí v roce 1588. V roce 1589 přešel do služeb Barbary Company, která obchodovala s Turky. Byl zde navigátorem a loďmistrem. Roku 1593 začal pracovat pro Nizozemce, v následujících dvou letech absolvoval v jejich službách tři průzkumné výpravy, které hledaly severní cestu do Číny. V roce 1597 se nechal najmout nizozemskou obchodní společností Pietera van der Hagena a Johana van der Vekena (jež byla přímým předchůdcem Holandské Spojené Východoindické společnosti), která se rozhodla uspořádat první velkou nizozemskou výpravu na dálný východ, k čemuž jim otevřela cestu skutečnost, že Nizozemsko bylo ve válečném stavu se Španělskem a Portugalskem a přestalo tak respektovat koloniální hegemonii těchto zemí v této oblasti. Cílem výpravy byla dnešní Indonésie, v horším případě aspoň Čína nebo Japonsko.
Adams byl navigátor na hlavní lodi De Hoop. Výprava vyplula 27. června 1598 z Rotterdamu. Plula podél západoafrických břehů, za těžkých podmínek, kdy ji decimovaly kurděje. V dubnu 1599 výprava dosáhla Magalhãesova průlivu, kde nějakou dobu kvůli špatnému počasí zůstala a v září 1599 hlavní část výpravy (poslední dvě lodě – De Hoop a De Liefde) proplula do Tichého oceánu. Ještě více prořídla při konfliktu s domorodci na ostrově Mocha při pokusu doplnit zásoby (v boji padl i Williamův bratr Thomas, který mu dělal pobočníka). Při zastávce na Galapágách Adams přestoupil na druhou loď De Liefde. To mu zřejmě zachránilo život, neboť na počátku roku 1600 hlavní loď výpravy De Hoop potopil tajfun. Na De Liefde zbylo jen 24 mužů, když v dubnu 1600 zakotvila u břehů japonského ostrova Kjúšú. Japonci na radu přítomných portugalských misionářů, kteří je označili za piráty, posádku zatkli a uvrhli do vězení na hradě Osaka.
Zde se Adams učil japonsky a několikrát se setkal s budoucím šógunem Iejasu Tokugawou, který se velmi zajímal o navigační a jiné vědomosti anglického námořníka. Díky tomu Tokugawa odmítl Adamse popravit, což žádali zejména Portugalci. Naopak se ho rozhodl využít ve svých službách a roku 1604 ho pověřil postavením lodě evropského typu, kterou by Japonci mohli využít. Adams a jeho muži, spolu s místními řemeslníky, postavili v přístavu Uraga nejprve 80 tunovou a později 120 tunovou galeonu. Adams sice nemohl Japonsko opustit, ale roku 1605 mu Tokugawa umožnil založit zde nizozemskou obchodní stanici. To získalo velký význam roku 1609, kdy do Japonska doplula druhá nizozemská výprava, s níž pak Adams založil další obchodní stanice po celém Japonsku. V obchodní sféře tak Nizozemci Portugalce rychle přetlačili, neboť ti během svého působení založili jedinou obchodní stanici v Nagasaki.
Kolem roku 1610 Adams a zbytek jeho mužů získali prakticky úplnou svobodu. Adams získal dokonce výsadní postavení Tokugawova poradce v otázkách zahraničních vztahů a časem z Tokugawova okruhu vystrnadil i zbývající portugalské jezuity. Ti na Adamse útočili víc a víc (krom jiného proto, že byl protestant), až Tokugawa všechny jezuity z Japonska vyhostil. Na radu Adamse však nevyhnal všechny katolíky.
Roku 1611 začal Adams spolupracovat i se svou vlastí, tedy s obchodní stanicí anglické Východoindické společnosti, jež sídlila v Indonésii. Tokugawa nakonec povolil Adamsovi i všem jeho mužům návrat do Evropy. Adams a tři jeho společníci (Melchior van Santvoort, Jan Joosten van Lodensteyn a Vincent Romeyn) toho však nevyužili a v Japonsku zůstali. Adams se totiž stal velkým obdivovatelem japonské kultury, oceňoval zvláště japonský systém práva. Byl Tokugawou nakonec vyznamenán dvěma meči, čímž se stal členem kasty samurajů (a získal tak samurajské jméno Miura Andžin). Získal také šlechtický titul hatamoto.
Roku 1614 se Adams, vlastnící tzv. patent Shuinsen, který ho opravňoval k námořní obchodní činnosti, vrátil na moře. Jeho první výprava na Siam byla neúspěšná, ta druhá však již ano – Siamu dosáhla v červnu 1616. Další dvě výpravy mířily do jihovýchodní Asie. Krátce po té druhé Adams zemřel v japonském městě Hirado. Šógun Hidetada Tokugawa převedl všechna privilegia na Adamsova syna Josepha, kterému se v Japonsku také velmi dařilo. Éra spolupráce skončila až roku 1635, kdy se Japonsko rozhodlo pro izolacionismus a zcela se uzavřelo zahraničnímu obchodu.

## Dědictví
V Hirado se každoročně 10. srpna koná festival připomínající památku "modrookého samuraje", jak bývá v Japonsku nazýván.
Adamsův příběh na západě mimořádně zpopularizovala kniha Jamese Clavella Šógun z roku 1975 a její následné televizní a filmové adaptace.